# Бріде (річка)
Річка Брід ( афр. Breederivier ) — річка Африки, яка розташована у Південній Африці. Басейн річки розташовано у західній частині Капських гір, у Західнокапській провінції Південно-Африканської республіки. Річка Брід, створюючи велику долину, тече в напрямку із заходу на схід та впадає в Індійський океан.

## Географія
За різними даними, довжина річки Брід від витоку до гирла становить 293 км  або 322 км.  Річка впадає   в затоку Сан-Себастьян на північ від мису Інфанта, утворює естуарій, ширина якого досягає 600 м, а максимальна глибина становить ~18 м.
Річка Брід починається у долині Вармбоккевельд, витік річки розташовано на східних схилах долини на висоті ~850 м. Долина річки Брід  відносно широка та плоска, її висота в середньому становить 80-250 м над рівнем моря, вона обрамлена високими горами Скурвеберг та  Хекс-Рівер, на північному заході, горами Лангеберг  на півночі, Боланд на південному заході та горами  Рів'єрсондеренд на півдні. 
Верхня течія річки здебільшого протікає на алювіальній рівнинні, а середня має більше ділянок виходу гірських порід групи Боккевельддевонського періоду, складених здебільшого аргілітами. 
Річкова система Брід має велику кількість приток: найбільші праві - Зондеренд, Голслот, Смалблаар, найбільші ліві -  Хекс, Сленг і Буфелягс.
В басейні річки Брід розташовано у середземноморській області субтропічного кліматичного поясу, кількість опадів коливається від 160 мм у північних частинах  до більш ніж 3000 мм у високогірних районах, середня кількість опадів долини становить 200 мм, більшість дощів припадає на період з травня по серпень. 
Територія долини здебільшого покрита чагарниками фінбош, які займають більше половини території. Також зустрічаються сукуленти Кару та  рослинні угрупування реностервельд.  В водах річкової системи Бріду зустрічаються  червонокрилка бурчелла (Pseudobarbus burchelli), синьохвоста кефаль (Valamugil buchanani), лин,  срібляста місячна риба(Monodactylus argenteus),  капська місячна риба. 

## Використання
В долині річки побудовано десять водосховищ,  які  забезпечують водою різні іригаційні системи по всьому сільськогосподарському сектору регіону. Найбільшими та найвідомішими є  Великий Брандвлей між Вустером і Роусонвілем, яке створено шляхом об'єднання двох водосховищ.  Воно побудоване на притоці річки Брід і в основному використовується для зрошення. Канали з річок Голслот і Смальблаар приносять воду до цього водосховища. 
Басейн річки використовується для інтенсивного зрошувального землеробства. По території долини сільськогосподарські землі становлять 34% земельного покриву. У верхній течії Бріда домінують фруктові сади та виноградники. 
Селитебні ландшафти становлять ~ 1% площі водозбірного басейну. Міста долини річки Брід:
- Церера[en]
- Ворчестер[en]
- Малгас[en]
- Боннівейл[en]
- Свелендам[en]
- Макгрегор[en]
- Роусонвілл[en]
- Ештон[en]
- Де Дорнс[en]
- Монтегю[en]

## Екологія
Землекористування у районі річкової долини Брід впливає на якість води у річковому басейні. Наявність  біогенних речовин в водах азоту та фосфору, що поступають з побутовими і промисловими стоками і з дифузних джерел сільськогосподарської діяльності, призводять до появи цвітіння водоростей. В середній та нижній частині річки Брід спостерігається підвищення рівня солоності (головним хлорид натрію). 

## Туризм
Річка Брід є популярним місцем для рафтингу, через відсутність крокодилів, бегемотів і комарів.  Річка судноплавна для невеликих човнів близько 28 км від гирла. Місцевість навколо водосховищ широко використовується для рибальства та рекреаційного туризму. В долині річки розвинуто гастрономічний туризм на виноробних фермах.

### Екологічний туризм
У межах річки Брід багато водно-болотних угідь, найбільшим з них є водно-болотне угіддя Папенкайлс, яке розташоване навпроти кордону біосферного заповідника Кейп-Вайнлендс, лежить на південь від Вустера та на північ від греблі Бранд-Влей. Ця територія визнана ЮНЕСКО та Всесвітнім фондом дикої природи як пріоритетна територія з високим природоохоронним статусом.
Відомі природоохоронні території долини річки Брід:
- Водозбірна територія гори Хавекуас
- Водозбірна територія гори Зондеренд
- Твіснієтський заповідник
- Природний заповідник Рів'єрсондеренд
- Природний заповідник Де-Хооп. [21][22]

Також існує декілька приватний природних охоронних територій. 

## Галерея

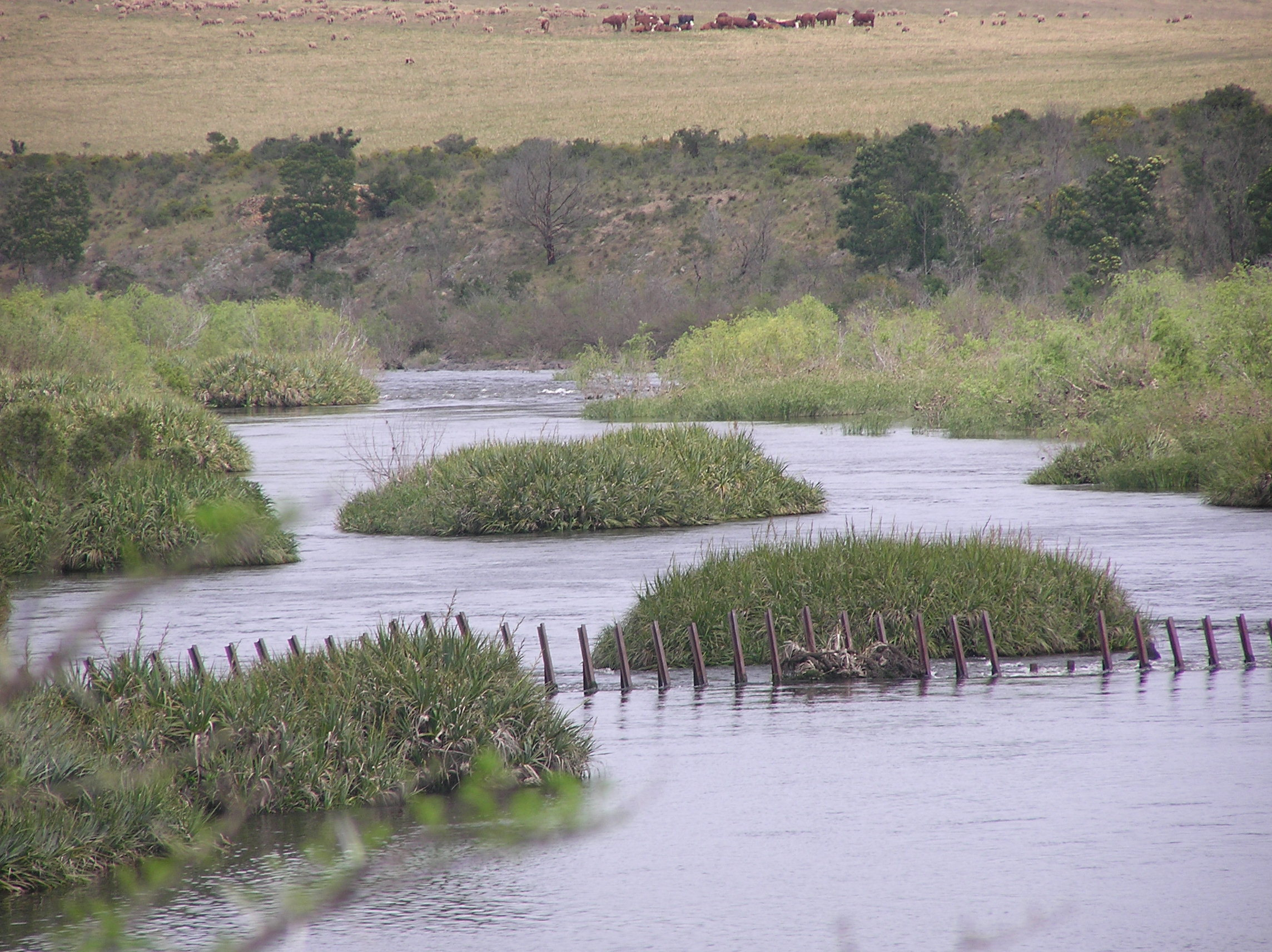
Брід в парку Бонтебок
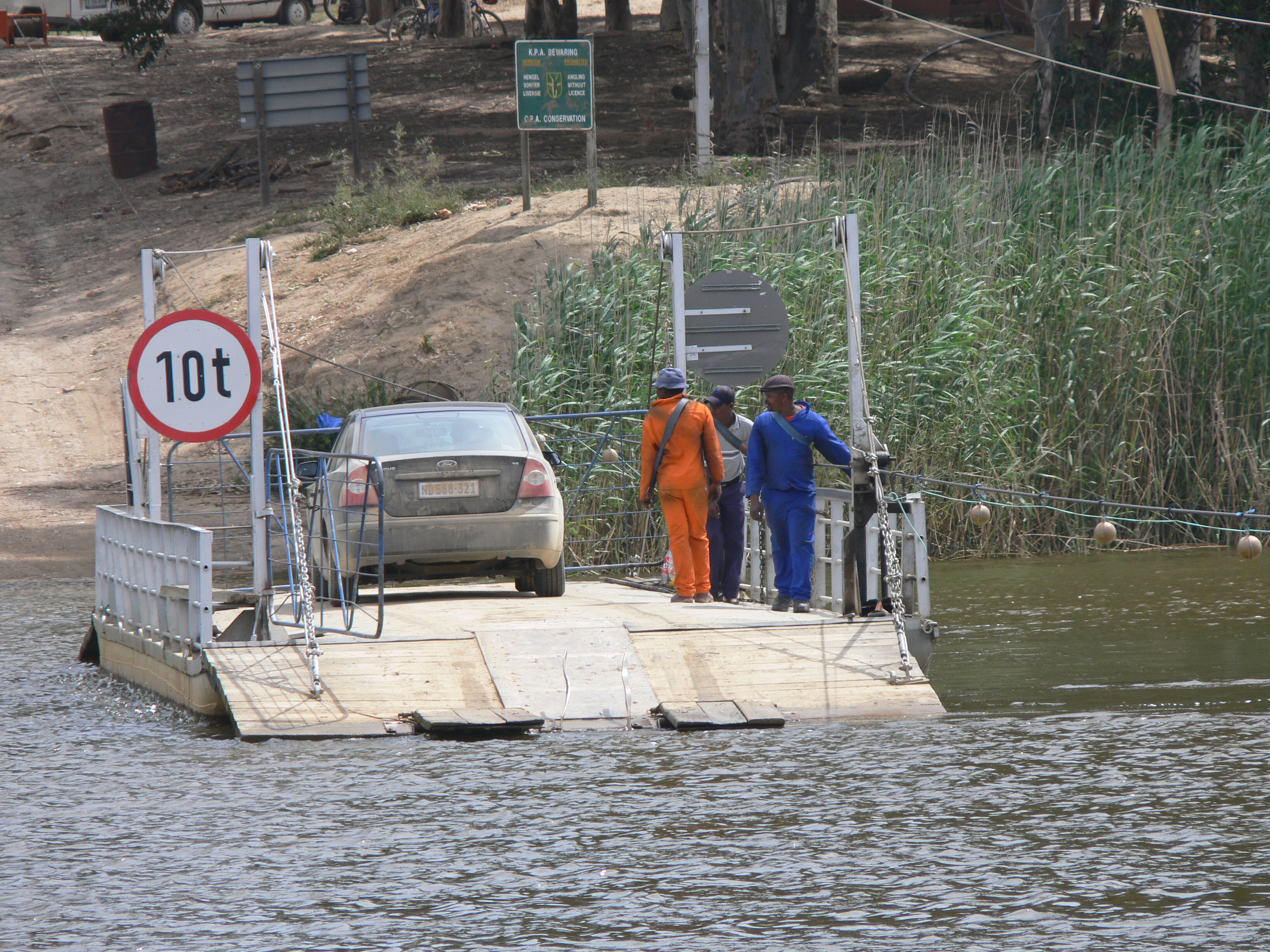
Канатний пором у Малгасі
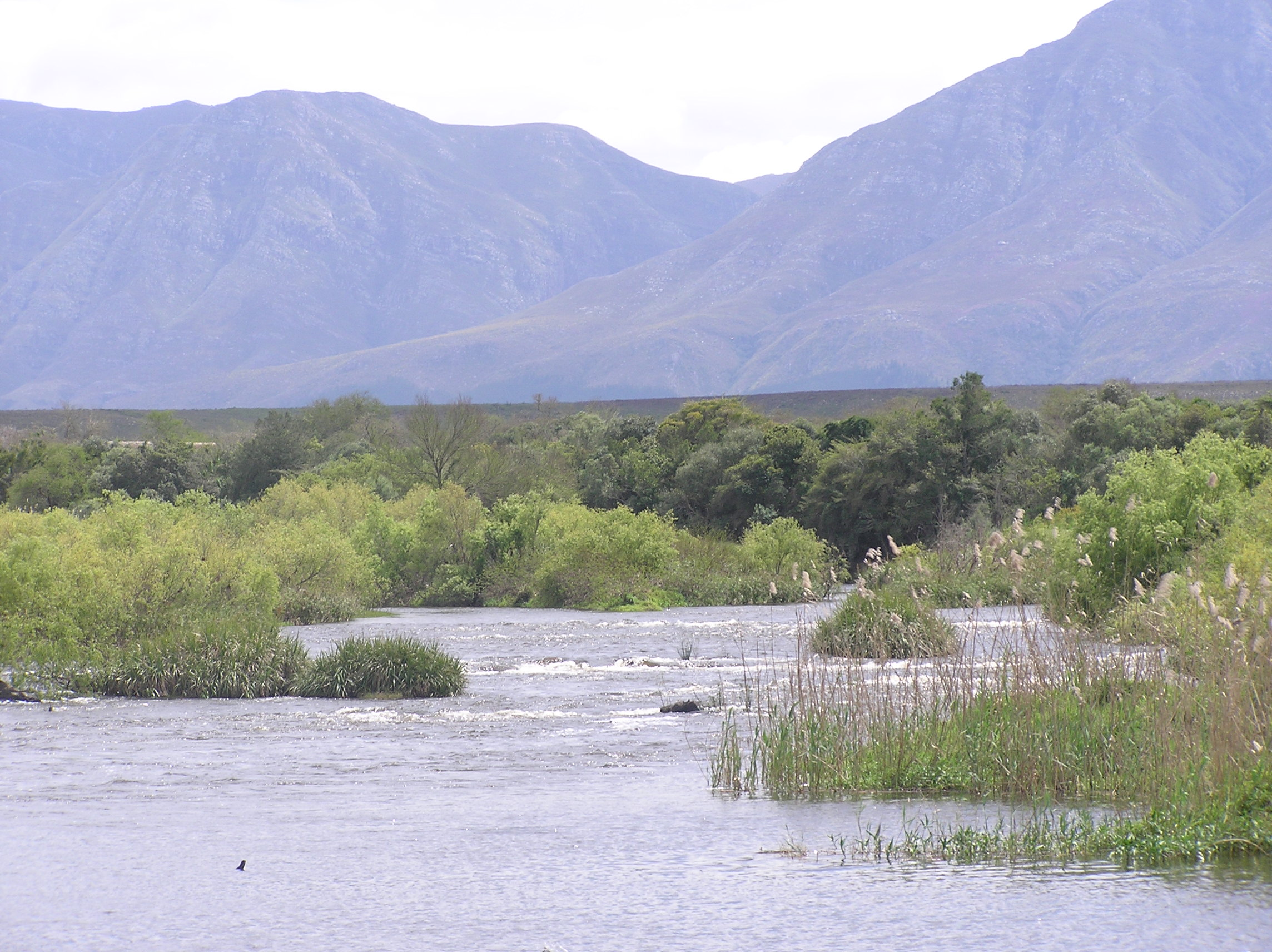
Брід із фоном гір Лангеберга

## Дивись також
- Список річок Південної Африки

## Зовнішні посилання
- Долина річки Брід, Західний Кейп